# Certima canisparsa
Certima canisparsa là một loài bướm đêm trong họ Geometridae.